# Enconista gabriellae
Enconista gabriellae är en fjärilsart som först beskrevs av Da Silva Cruz 1978-1979 (1979.  Enconista gabriellae ingår i släktet Enconista och familjen mätare. Inga underarter finns listade i Catalogue of Life.